# Харківський плитковий завод

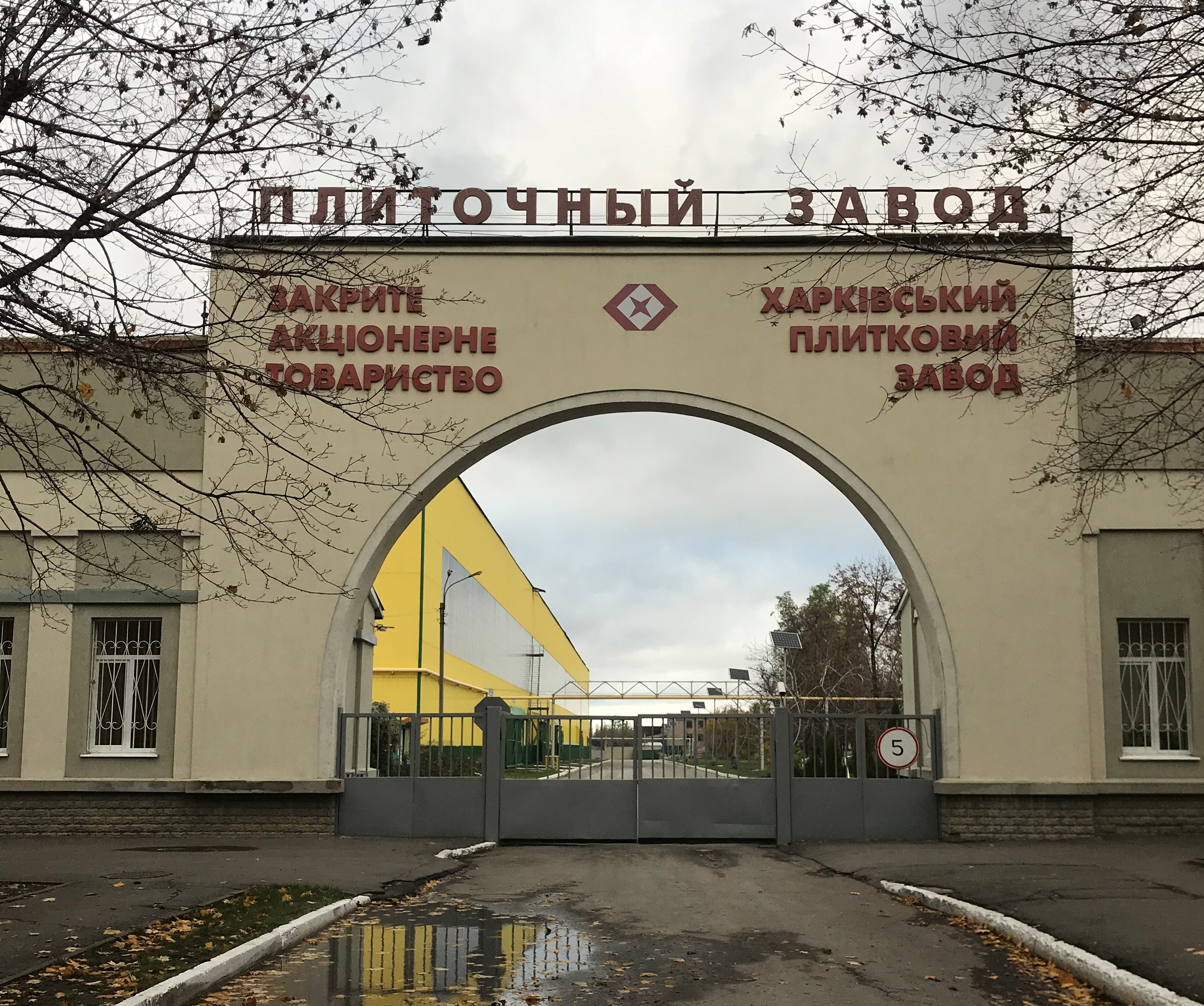
Центральний вхід

«Харківський плитковий завод» — одне з найбільших в Україні підприємств з виробництва керамічних плиток. Виробляє плити та керамічну плитку для стін, підлог та камінів
.

## Продукція
Плитка метласька, плитка облицювальна, фрита.
Завод випускає понад 80 колекцій керамічної плитки та керамограніту. На підприємстві функціонує система контролю якості яка підтверджується сертифікатами ISO 9001: 2009.

## Історія

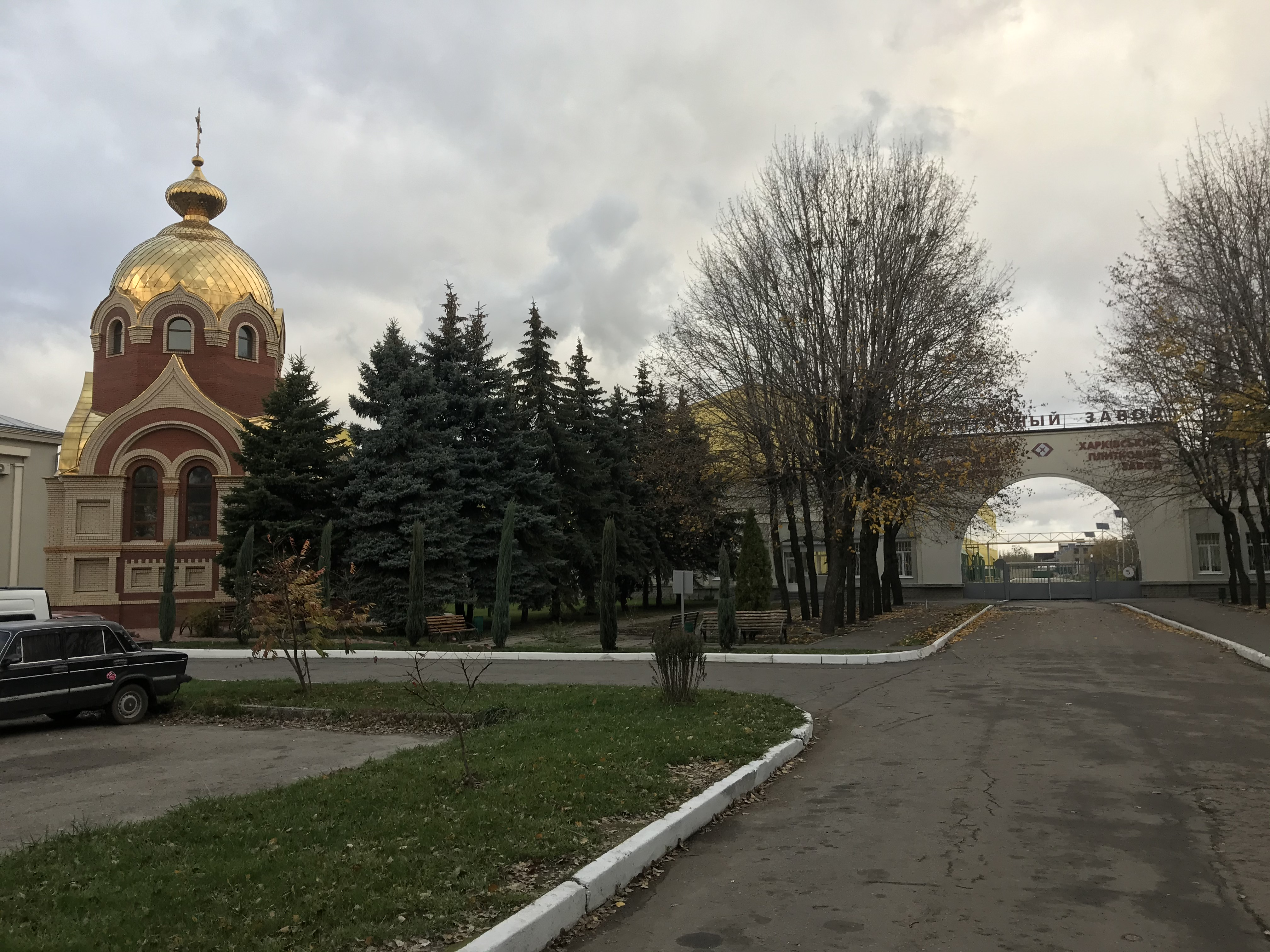
Площа перед підприємством

1936 — Харківський плитковий завод спроектований науково-дослідним інститутом вогнетривів. Планується будівництво двох основних цехів з виробництва плитки для підлоги та облицювальної плитки з цехами допоміжного виробництва. До початку Німецько-радянської війни будівництво майже було завершено. Продовж німецької окупації міста завод зруйновано.
1946 — Завод піднято з руїн і відбудовано. 1 березня запрацювала перша черга Харківського комбінату з виробництва метлаських плиток, потужністю 200 тисяч м2 на рік.
1949 — Підприємство почало виробляти кераміку для зовнішнього облицювання будівель і споруд. Харківською плиткою облицьовують висотні будівлі на московських площах Смоленська і Повстання, в Києві - Мар'їнський палац тощо.
1951-1956 — На заводі встановлюється нове радянське обладнання, впроваджуються нові технології з обпалювання плитки для підлоги. Побудована потоково-конвеєрна лінія СМК-121. Освоюється випуск облицювальної плитки з малюнком та орнаментом.
1976-1981 — Проводиться реконструкція виробництва плиток для підлоги: встановлюються 6 потоково-конвеєрних ліній потужністю 800м2 на рік та нова лінія з виробництва великорозмірних орнаментованих плиток продуктивністю 160 м2 на рік.
1983-1988 — Впроваджується потоково-конвеєрна лінія потужністю 1 млн м2 на рік.
1991 — Запрацювала нова конвеєрна лінія СМК-450 з виробництва великорозмірної глазурованої плитки для внутрішнього облицювання стін.
Завод стає орендним підприємством.
1994 — У вересні завод змінює форму власності і стає акціонерним товариством.
2004 — Введено новий технологічний комплекс — італійську лінію фірми Barbieri&Tarrozzi з продуктивністю 2,5 млн м2 на рік.
2006 — Придбано потоково-конвеєрну лініюю італійської фірми SACMI продуктивністю 7000 м2 на добу.
2007 — Введено в експлуатацію  4 нові лінії фірми SACMI, дві потоково-конвеєрні лінії та одна лінія марки KEMAS для виготовлення декору.
2008 — Створення керамічної групи Golden Tile Ceramic яка стала забезпечувати повний цикл виробництва і дистрибуцію керамічної плитки.
2012 — Налагоджено власний випуск основного компонента для виготовлення глазурі–фрити.
2013 — Встановлено обладнання для цифрового друку.
2016 — Запущено 7-му лінію для випуску керамограніту великих форматів з виробничою потужністю 3 млн м2.
2018 — Загальна потужність виробництва становить 16 млн м2 плитки на рік.
2020 — Працюють 9 потоково-конвеєрних ліній із загальною потужністю 24 млн. м2 плитки на рік.   

## Нагороди
У 1966 р. завод нагороджено орденом «Трудового Червоного Прапора»
Продукція Харківського плиткового заводу удостоєна багатьма почесними відзнаками: «Кращий Вітчизняний товар року», «Ділова Україна», «Вища проба», «100 кращих виробників товарів України»